# Аргун, Григорий Давыдович
Григорий Давыдович Аргун (1770—1843) — генерал-майор, герой русско-шведской войны 1808—1809 годов, начальник артиллерии Отдельного Финляндского корпуса.

## Биография
Родился в 1770 году, образование получил во 2-м кадетском корпусе. Выпущен был в 1789 году в артиллерию.
19 августа 1796 года произведён в капитаны артиллерийского батальона генерал-майора Базина, в 1798 году произведён в майоры и 26 июля 1800 года получил чин подполковника 2-го артиллерийского батальона.
Произведённый в 1807 году в полковники Аргун в 1808—1809 годах принимал участие в русско-шведской войне и 10 апреля 1808 года был награждён орденом св. Георгия 4-й степени (№ 836 по кавалерскому списку Судравского и № 1930 по списку Григоровича — Степанова)
В воздаяние отличного усердия к службе и неустрашимости, оказанных при осаде крепости Свеаборга, где, командуя подвижной батареей, примерным знанием своего дела и особенной точностью в исполнении приказаний отличился от всех прочих офицеров, а сверх того с батареей своею подходил на картечный выстрел к крепости и действовал с оной так, что причинил крайний вред неприятелю.
Вслед за тем он был назначен командиром 17-й артиллерийской бригады. 24 ноября 1809 года Аргун был удостоен ордена св. Георгия 3-й степени (№ 199 по кавалерским спискам)
В воздаяние отличного мужества и храбрости, оказанных в сражениях против шведских войск, где 6 августа, командуя всей артиллерией, благоразумными распоряжениями и искусными действиями отразил покушение неприятельских лодок против Умеовского моста; 7-го, при Сефаре, командуя главною батареей, наносил не малый вред, а потом, начальствуя частию войск, много способствовал успеху и 8-го при Ратане, командуя поставленной против неприятельских судов батареей, действовал с неустрашимостью и успехом, несмотря на превосходство числа и калибра неприятельских орудий.
В 1812 г. Аргун являлся командиром 25-й артиллерийской бригады.
Произведённый в 1817 году в генерал-майоры Аргун был назначен командиром артиллерии Отдельного Финляндского корпуса.
2 апреля 1822 года за болезнью уволен в отставку с мундиром и пенсионом половинного жалованья. Скончался в 1843 году.